# Нижня Стинава
Ни́жня Сти́нава — карпатське село в Україні, у Стрийському районі Львівської області. Населення становить 1172 осіб. Орган місцевого самоврядування — Грабовецько-Дулібівська сільська рада.

## Історія
12 вересня 1939 року ОУН підняла протипольське повстання на Стрийщині, очолене крайовим провідником Володимиром Тимчієм, під його керівництвом у Стинаві відбулося проголошення відновлення Української державності.

## Політика

### Парламентські вибори, 2019
На позачергових парламентських виборах 2019 року у селі функціонувала окрема виборча дільниця № 461482, розташована у приміщенні будинку культури.
Результати
Було зареєстровано 730 виборців, явка 81,51 %, найбільше голосів віддано за «Європейську Солідарність» — 21,01 %, за Всеукраїнське об'єднання «Батьківщина» — 18,66 %, за Слугу народу — 18,32 %. В одномандатному окрузі найбільше голосів отримав Євгеній Гірник (самовисування) — 87,39 %, тоді Андрій Кіт (самовисування) — 3,87 % і Андрій Гергерт (Всеукраїнське об'єднання «Свобода») — 2,86 %.

## Населення

### Мова
Розподіл населення за рідною мовою за даними перепису 2001 року:
| Мова       | Кількість | Відсоток |
| ---------- | --------- | -------- |
| українська | 1170      | 99.83%   |
| російська  | 2         | 0.17%    |
| Усього     | 1172      | 100%     |

## Відомі уродженці
- Густав Цибульський[pl] (1895—1931) — польський актор, режисер, сценарист, поет, кінопродюсер, вояк польських легіонів.